# Symfonie nr. 3 (Cooke)
Arnold Cooke componeerde zijn Symfonie nr. 3 in D in 1967.
De stromingen binnen de klassieke muziek van de 20e eeuw lijken geheel aan Cooke voorbij getrokken. Dat is op zich vreemd want hij heeft van 1929 tot 1932 nog wel les gehad van Paul Hindemith, die er een zeer eigen stijl van componeren op na hield (abstractie).
Deze driedelige symfonie is eigenlijk een puur klassieke symfonie. Zij heeft dan wel een (beetje afwijkende) driedeling, de opbouw is klassiek. De themas uit het eerste deel worden uitgewerkt in het tweede deel en komen in het derde deel tot een eind. Wat opvalt is de helderheid van de diverse stemmen in de symfonie; het heeft een lichtheid vergelijkbaar met Joseph Haydn.

## Delen
1. Allegro energico
2. Lento
3. Allegro

## Bron en discografie
- Uitgave Lyrita Recorded Edition; London Philharmonic Orchestra o.l.v. Nicholas Braithwaite.